# Махмуд Мохаммед Таха
Махмуд Мохаммед Таха (араб. محمود محمد طه; 1909, Руфаа, Анґло-Єгипетський Судан — 18 січня 1985, Хартум, Демократична Республіка Судан) — суданський релігійний мислитель і громадський діяч, засновник руху Братів-республіканців.

## Життєпис
Таха народився у небагатій, багатодітній родині. 1936 року закінчив коледж у Хартумі, де вчився на інженера. Після кількох років роботи на суданській залізниці відкрив власну інженерну фірму. Одночасно брав участь у суданському національно-визвольному русі. 1945 року Таха став одним із засновників Республіканської партії, що виступала за незалежність Судану та побудову суспільства на засадах модернізованого ісламу. Неодноразово заарештовувався колоніяльною адміністрацією і провів кілька років у в'язниці. На початку 1950-х сформував своє особливе розуміння ісламу та перетворив Республіканську партію з політичної орґанізації на просвітницько-пропаґандистський рух Братів-республіканців.
Попри свою назву рух виходив з принципу рівноправ'я статей і включав багато жінок — як рядових членів, так і керівників. Сам Таха відійшов від безпосередньої участі у політиці, присвятивши себе публічним лєкціям, виступам у пресі та написанню книг. Всі режими, що встановлювалися у Судані у 1950-60-ті, рано чи пізно забороняли його публічні виступи та книжки, бо Таха не вписувався в ідеологічні шаблони — він виступав проти примітивного тлумачення ісламу як у Братів-мусульман, проти арабського націоналізму як у Джафара Німейри, за мирне співістнування з Ізраїлем. 1983 року Таха засудив введення у Судані законів шаріяту, за що був заарештований, звинувачений у віровідступництві та засуджений на смерть через повішання.

## Ідейна спадщина
Таха розробив своєрідний варіант політичного іслам, що протистояв консервативному ісламізму, поширеному як тоді, так і сьогодні у багатьох арабських країнах. Він виступав за реформування суданського суспільства та нову конституцію, що вона мала б примирити особисте прагнення людини до абсолютної свободи з потребою у справжній соціяльній справедливості. За Тахою, Судан мав бути президентською, федеративною, демократичною і соціялістичною республікою. Цього політичного ідеалу найкраще можна досягти не через марксизм або лібералізм, а через іслам у його первозданній формі, незаплямованій компромісами з консервативними елєментами. Цей справжній іслам, за Тахою, заперечує дискримінацію жінок і людей иншої віри, стверджує рівність і свободу всіх людей.
Переосмислюючи іслам, Таха ввів розрізнення між періодом, коли спочатку пророк Мухаммед проповідував у Мецці, та періодом його наступного проповідування у Медині. У Мецці порок виступає неозброєний, він у меншості; його послідовники частіше є вихідцями з немаєтних кляс, аніж багатіями; проти нього об'єднуються всі правлячі кляси. Тому проповідь цього періоду адресована всьому людству та просякнута духом свободи. У посланні Мухаммед робить наголос на моральних цінностях і готовий благословити всяке суспільне перетворення, якщо воно здійснюється на користь знедолених. За Тахою, ця проповідь закликає до скасування рабства та всіх форм суспільного пригноблення, зокрема тих форм, що їх жертвами є жінки.
У Медині же Мухаммед проповідує в иншому середовищі: він укладає союз з панівними клясами, що приймають іслам, і править зі згоди панівних кляс. Як наслідок, його проповідь втрачає соціальний зміст і обмежується питаннями віри. Також проповідь мирного навернення невірних і мирного переконання у правоті ісламу замінюється проповіддю обов'язкових правил, покликаних жорстко реґляментувати життя, та неминучої кари за їх порушення.
За Тахою, істинне послання ісламу — це послання меккського періоду. Працювати над його практичним втіленням у життя сьогодні означає підтримувати боротьбу пригноблених — робітничої кляси та жінок.

## Твори
- Це мій шлях (1952)
- Іслам (1960)
- Значення молитви (1966)
- Друге послання ісламу (1967)
- Близькосхідна проблема (1967)
- Питання, що стоять перед арабським світом (1967)
- Коран, Мустафа Махмуд і сучасне розуміння (1970)